# اس‌ام یوبی-۱۰۰
اس‌ام یوبی-۱۰۰ (به انگلیسی: SM UB-100) یک زیردریایی بود که طول آن ۵۵٫۵۲ متر (۱۸۲٫۲ فوت) بود. این زیردریایی در سال ۱۹۱۸ ساخته شد.

## ساخت
این زیردریایی توسط AG Vulcan از هامبورگ ساخته شد و پس از گذشت کمتر از یک سال از ساخت، در 13 اوت 1918 در هامبورگ راه اندازی شد. UB-100 در اواخر همان سال راه اندازی شد. مانند همه زیردریایی‌های نوع UB III ، این زیر دریایی اژدر را حمل می‌کرد و به یک تفنگ عرشه 10.5 سانتی‌متری (4.13 اینچی) مجهز بود. UB-100 حداکثر 3 افسر و 31 نفر خدمه را حمل می کرد و بردی معادل 7120 مایل دریایی (13190 کیلومتر؛ 8190 مایل) داشت. UB-100 جابجایی 510 تن (500 تن طولانی) در هنگام بیرون آمدن از سطح زمین و 640 تن (630 تن طولانی) در هنگام غوطه ور شدن داشت. موتورهای آن، این امکان را می‌داد که با سرعت 13 گره (24 کیلومتر در ساعت؛ 15 مایل در ساعت) هنگام بیرون آمدن از سطح زمین و 7.4 گره (13.7 کیلومتر در ساعت؛ 8.5 مایل در ساعت) در هنگام زیر آب حرکت کند.